# آموزش پرستاری

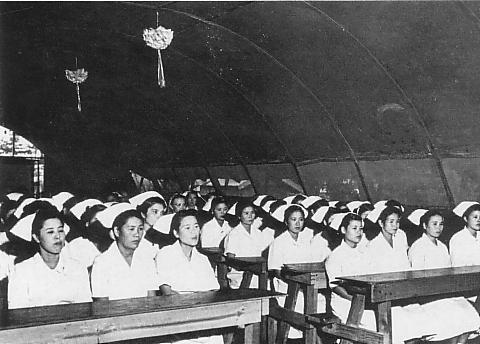
دانشجویان پرستاری در استان اوکیناوا ژاپن ، تحت اشغال ایالت متحده ، 1946 میلادی

آموزش پرستاری (به انگلیسی: Nurse education) شامل تمرینات تئوری و عملی است که پرستاران را در جهت آمادگی برای وظایف شان به عنوان متخصصین مراقبتهای پرستاری آماده می‌سازد. این آموزش‌ها توسط پرستاران باتجربه و همچنین سایر متخصصین پزشکی که برای عملکرد آموزشی صلاحیت دارند ارائه می‌شود.